# Katrine Veje
Katrine Veje (Fredericia, 19 juni 1991) is een voetbalspeelster uit Denemarken. Ze speelt als verdediger voor Crystal Palace FC in de Super League.

## Clubcarrière
Veje maakte haar profdebuut bij Vejle Boldklub in 2007. In datzelfde jaar werd ze door de Deense voetbalbond uitgeroepen tot 'jonge speelster van het jaar'. In haar geboorteland kwam ze ook uit voor Odense Boldklub Q alvorens ze in Zweden uitkwam voor LdB FC Malmö. In 2014 keerde Veje terug naar Denemarken waar ze een seizoen uitkwam voor Brøndby IF. In januari 2015 werd bekend dat Veje een contract had getekend bij het Amerikaanse OL Reign actief in de National Women's Soccer League. Ze maakte haar debuut voor de club op 12 juli 2015 in een wedstrijd tegen Portland Thorns FC.
In oktober 2015 keerde Veje terug naar Brøndby IF. In deze periode kwam ze meer dan honderd wedstrijden uit voor de Deense club. In het seizoen 2016/17 werd ze landskampioen en in 2017 won ze de Deense beker met de club. In juli 2017 maakte Veje de overstap naar het Franse Montpellier HSC, waar ze een tweejarig contract tekende. Na anderhalf jaar liet ze Frankrijk achter voor een transfer naar de Engelse topclub Arsenal WFC. Na haar periode in Londen keerde Veje terug in Zweden waar ze een nieuwe periode voetbalde bij FC Rosengård. Na drie seizoenen keerde ze terug naar Engeland, waar ze voor Everton FC, eveneens actief in de Super League, ging voetballen. Op 19 juli 2024 werd haar afscheid bij deze club aangekondigd. Op 1 augustus 2024 tekende Veje een contract bij het naar de Super League gepromoveerde Crystal Palace FC.

## Statistieken
| Seizoen | Club              | Land             | Competitie          | Wedstrijden | Doelpunten |
| ------- | ----------------- | ---------------- | ------------------- | ----------- | ---------- |
| 2009/10 | Odense Boldklub Q | Denemarken       | Elitedivisionen     | 1           | 0          |
| 2011    | LdB FC Malmö      | Zweden           | Damallsvenskan      | 10          | 3          |
| 2012    | LdB FC Malmö      | Zweden           | Damallsvenskan      | 19          | 2          |
| 2013    | LdB FC Malmö      | Zweden           | Damallsvenskan      | 18          | 3          |
| 2015    | Seattle Reign FC  | Verenigde Staten | NSWL                | 11          | 0          |
| 2017/18 | Montpellier HSC   | Frankrijk        | Division 1 Féminine | 16          | 3          |
| 2018/19 | Montpellier HSC   | Frankrijk        | Division 1 Féminine | 6           | 0          |
| 2018/19 | Arsenal WFC       | Engeland         | Super League        | 8           | 0          |
| 2019/20 | Arsenal WFC       | Engeland         | Super League        | 0           | 0          |
| 2020    | FC Rosengård      | Zweden           | Damallsvenskan      | 20          | 2          |
| 2021    | FC Rosengård      | Zweden           | Damallsvenskan      | 22          | 0          |
| 2022    | FC Rosengård      | Zweden           | Damallsvenskan      | 15          | 1          |
| 2022/23 | Everton FC        | Engeland         | Super League        | 14          | 0          |
| 2023/24 | Everton FC        | Engeland         | Super League        | 13          | 0          |
| 2024/25 | Crystal Palace FC | Engeland         | Super League        | 14          | 0          |
| Totaal  | Totaal            | Totaal           | Totaal              | 187         | 14         |

Laatste update: 3 april 2025

## Interlandcarrière
Veje maakte haar debuut voor het Deense nationale team tegen Engeland in 2009. Door bondscoach Kenneth Heiner-Møller werd ze opgenomen in de Deense selectie voor op het EK 2013. Vier jaar later was ze opnieuw van de partij op het EK 2017. Op dit eindtoernooi in Nederland maakte Veje het enige en winnende doelpunt in het laatste groepsduel tegen Noorwegen. Denemarken wist de finale te behalen op het eindtoernooi, die met 4-2 ging verloren tegen gastland Nederland. Op het EK 2022 en het WK 2023 was Veje eveneens van de partij.